# شهرستان تالبوت (مریلند)
شهرستان تالبوت، مریلند (به انگلیسی: Talbot County, Maryland) یک سکونتگاه مسکونی در ایالات متحده آمریکا است که در مریلند واقع شده‌است.